# Bienal de Urbanismo y Arquitectura de Hong Kong y Shenzhen
La Bienal de Urbanismo y Arquitectura de Hong Kong y Shenzhen, también conocida como Bienal de Shenzhen, es una bienal internacional que se realiza en Hong Kong y Shenzhen desde 2005.

## Historia
Fundada en 2005,la Bienal de Urbanismo y Arquitectura de Hong Kong y Shenzhen tuvo su primera edición ese mismo año. En 2013 el evento pasó a llamarse oficialmente Bi-City Biennale of Urbanism/Architecture, bajo la idea de "dos ciudades, una bienal".
Organizada originalmente por el Centro de Arte Público de Shenzhen, la Bienal inaugural tuvo lugar en Shenzhen y atrajo a más de un millón de visitantes. La Bienal se organizó en Hong Kong por primera vez en 2008, con la exposición "Refabricating City" en el edificio de la Comisaría.
La edición de 2023 se tituló Urban Cosmologies (Cosmologías urbanas), fue curada por Andong Lu, Zigeng Wang y Aric Chen y recibió 208 proyectos provenientes de 15 países de todo el mundo.

## Ediciones
| Edición     | Año  | Curador(es)                                                          | Lema                                                    |
| ----------- | ---- | -------------------------------------------------------------------- | ------------------------------------------------------- |
| I Bienal    | 2005 | Yung Ho Chang                                                        | City, Open Door!                                        |
| II Bienal   | 2007 | Ma Qingyun                                                           | City of Expiration and Regeneration                     |
| III Bienal  | 2009 | Ou Ning y Marisa Yiu                                                 | City Mobilization                                       |
| IV Bienal   | 2011 | Terence Riley, Gene K. King y Anderson Lee                           | Architecture creates cities. Cities create architecture |
| V Bienal    | 2013 | Ole Bouman, Li Xiangning, Jeffrey Johnson y Colin Fournier           | Urban Border                                            |
| VI Bienal   | 2015 | Aaron Betsky, Alfredo Brillembourg, Hubert Klumpner, Doreen Heng Liu | Re-Living The City                                      |
| VII Bienal  | 2017 | Hou Hanru, Liu Xiaodu, Meng Yan, Chan Lai-Kiu                        | Cities, Grow in Difference                              |
| VIII Bienal | 2019 |                                                                      |                                                         |
| IX Bienal   | 2021 |                                                                      |                                                         |
| X Bienal    | 2023 | Andong Lu, Zigeng Wang y Aric Chen                                   | Urban Cosmologies                                       |